# Natalina quekettiana
Natalina quekettiana  (англ.) — вид редких хищных лёгочных улиток из семейства Rhytididae (Rhytidoidea, Stylommatophora, Gastropoda). Эндемики Южной Африки. Встречаются на высотах 1000—1500 м. Серо-коричневые и серо-чёрные. Диаметр ракушек до 3 см. Формула радулы 1+(8-9)+(10-17), длина — до 29 мм. Вид был назван в честь Фредерика Квекетта (Frederick Quekett, 1849—1913), первого куратора коллекций Natal Society Museum (1886-95) (предшественника музея Natal Museum, Питермарицбург, ЮАР) и куратора Durban Natural History Museum (1895—1909).